# Antoine-Erhard Borel
Antoine-Erhard Borel, né en 1853 à Neuchâtel et mort en 1938 à Genève, est un journaliste et historien suisse.

## Biographie
Fils de l'industriel neuchâtelois Erhard Borel, Antoine-Erhard Borel est correspondant à Paris pour plusieurs journaux de Suisse ou de l'étranger (notamment La Tribune de Genève, Birmingham Daily Gazette et Neue Zürcher Zeitung). À Paris, il fonde la "Revue de famille" qu'il place sous la direction de Jules Simon,.
En sus de ses activités journalistiques, Antoine-Erhard Borel publie, sous le nom de plume de Tony Borel, les ouvrages suivants : Les Associations suisses de Paris (Impr. de La Tribune de Genève [1899]), La Maffia (Impr. de La Tribune de Genève [1898-1900]), Une ambassade suisse à Paris en 1663 (Payot, 1910), étude qui remporte le prix Thérouanne de l'Académie française, et "L'Abbé de Watteville et sa mission en Suisse" (Frobenius, 1923).

## Publications
- Les Associations suisses de Paris, Genève, Impr. de La Tribune de Genève, [1899].
- La Maffia, Genève, Impr. de La Tribune de Genève, [1898-1900].
- Une ambassade suisse à Paris en 1663, Lausanne, Payot, 1910.
- L'Abbé de Watteville et sa mission en Suisse, Bâle, Frobenius, 1923.